# Nesocurupira
Genre
Nesocurupira est un genre d'insectes diptères nématocères de la famille des Blephariceridae.

## Liste d'espèces
Selon Catalogue of Life (16 avril 2019) :
- Nesocurupira curtirostris Stuckenberg, 1970